# Longchuanacris curvifurculus
Longchuanacris curvifurculus är en insektsart som beskrevs av Mao, B., G. Ren och X. Ou 2007. Longchuanacris curvifurculus ingår i släktet Longchuanacris och familjen gräshoppor. Inga underarter finns listade i Catalogue of Life.